# Église Saint-Jean-Baptiste de Leffond
Pour les articles homonymes, voir Église Saint-Christophe et Saint-Christophe.
L'église Saint-Jean-Baptiste est une église catholique située à Leffond, en France.

## Description
Cette église est l'église du petit village de Leffond, commune associée de Champlitte, située dans le département de la Haute-Saône en Bourgogne-Franche-Comté.
Par manque de fréquentation et de prêtres, seul quelques messes sont dites dans l'année.

## Localisation
L'église est située sur la commune de Champlitte, dans le département français de la Haute-Saône.
Elle est située dans la commune associée de Leffond.

## Historique
L’église Saint Jean Baptiste reconstruite en 1772 sous la direction de l’architecte Anatole Amoudru. Le clocher a été remanié en 1788 par l’architecte J.C. Disqueux (archives départementales) et le magnifique carillon date de 1946 !

## Prêtres
Charles Ravry jusqu'en 2010 (approximatif)